# Opuntia tehuantepecana
Opuntia tehuantepecana là một loài thực vật có hoa trong họ Cactaceae. Loài này được (Bravo) Bravo mô tả khoa học đầu tiên năm 1972.